# Гуцисько (Кольбушовський повіт)
Гуцисько (пол. Hucisko) — село в Польщі, у гміні Нівіська Кольбушовського повіту Підкарпатського воєводства.
Населення — 432 особи (2011).
У 1975-1998 роках село належало до .

## Демографія
Демографічна структура станом на 31 березня 2011 року:
|          | Загалом | Допрацездатний вік | Працездатний вік | Постпрацездатний вік |
| -------- | ------- | ------------------ | ---------------- | -------------------- |
| Чоловіки | 230     | 47                 | 157              | 26                   |
| Жінки    | 202     | 42                 | 114              | 46                   |
| Разом    | 432     | 89                 | 271              | 72                   |